# فورت سامنر (نیو مکزیکو)
فورت سامنر (به انگلیسی: Fort Sumner) روستایی در ایالات متحده آمریکا است که در شهرستان دباکا، نیومکزیکو واقع شده‌است. فورت سامنر ۸٫۶۶ کیلومتر مربع مساحت و ۱٬۰۳۱ نفر جمعیت دارد و ۱٬۲۲۹ متر بالاتر از سطح دریا واقع شده‌است.
این روستا محل قتل و دفن یاغی و هفت‌تیرکش مشهور، بیلی د کید است.